# Goniothalamus wynaadensis
Goniothalamus wynaadensis är en kirimojaväxtart som först beskrevs av Richard Henry Beddome, och fick sitt nu gällande namn av Richard Henry Beddome. Goniothalamus wynaadensis ingår i släktet Goniothalamus och familjen kirimojaväxter. IUCN kategoriserar arten globalt som nära hotad. Inga underarter finns listade i Catalogue of Life.

## Bildgalleri

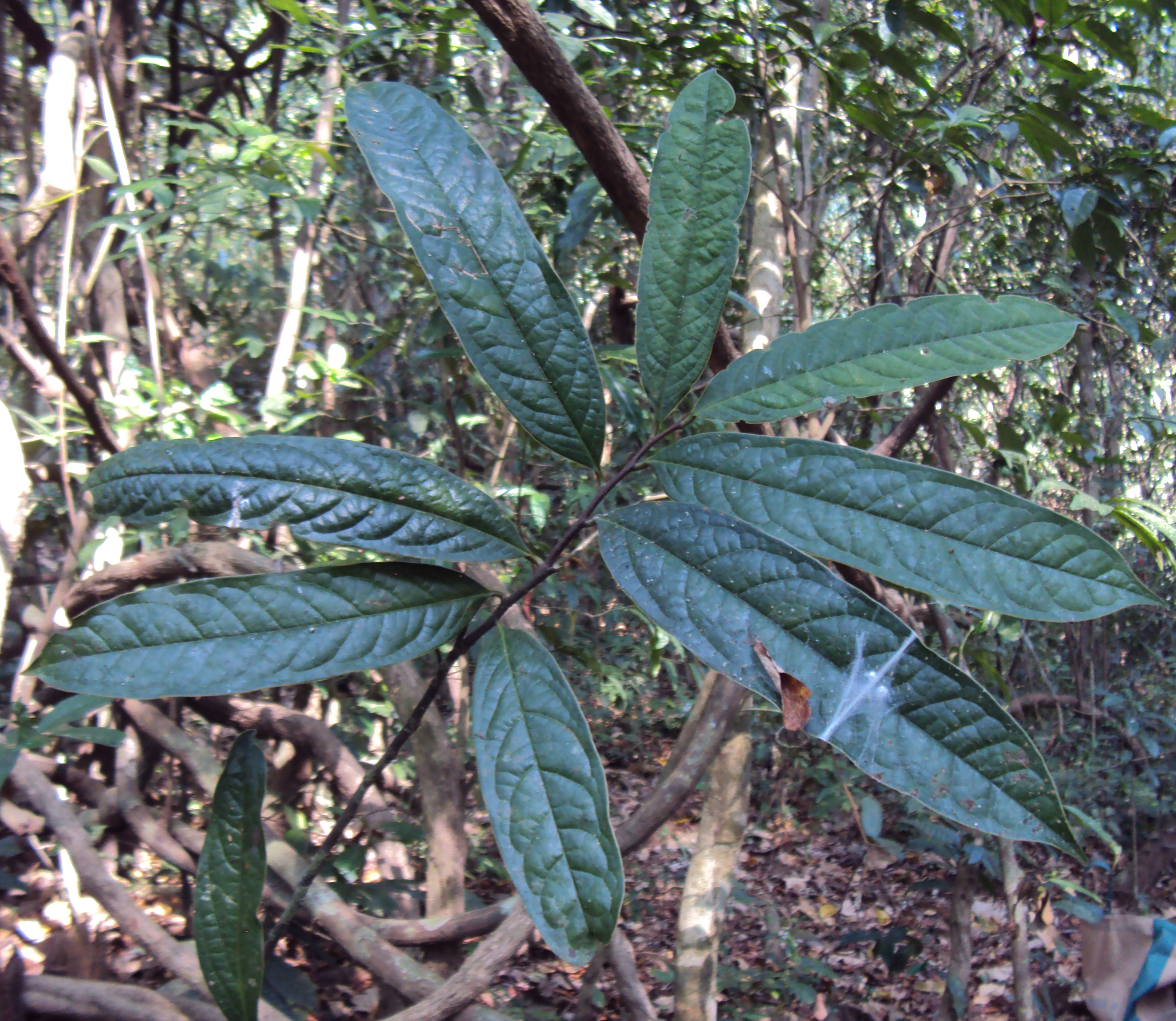
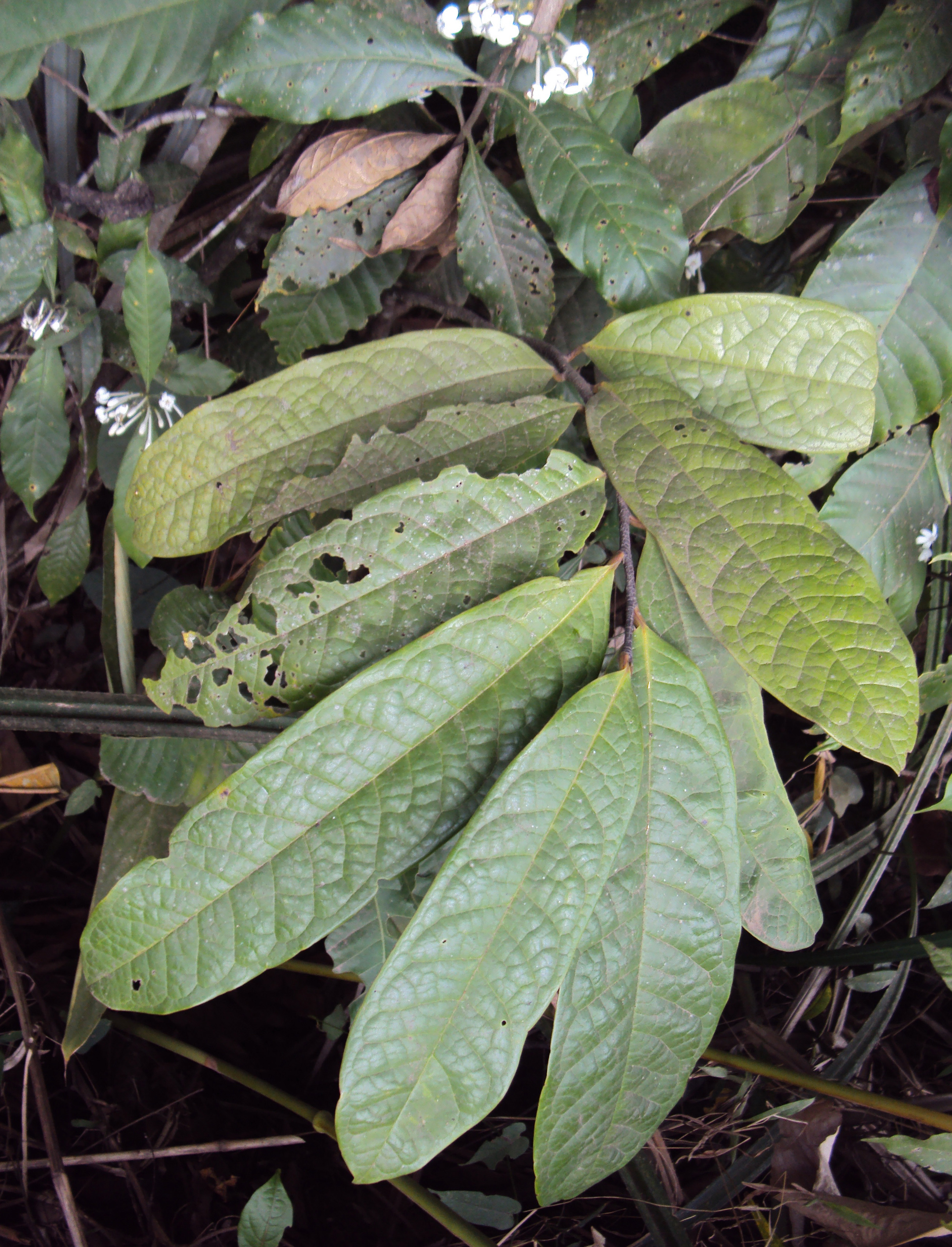
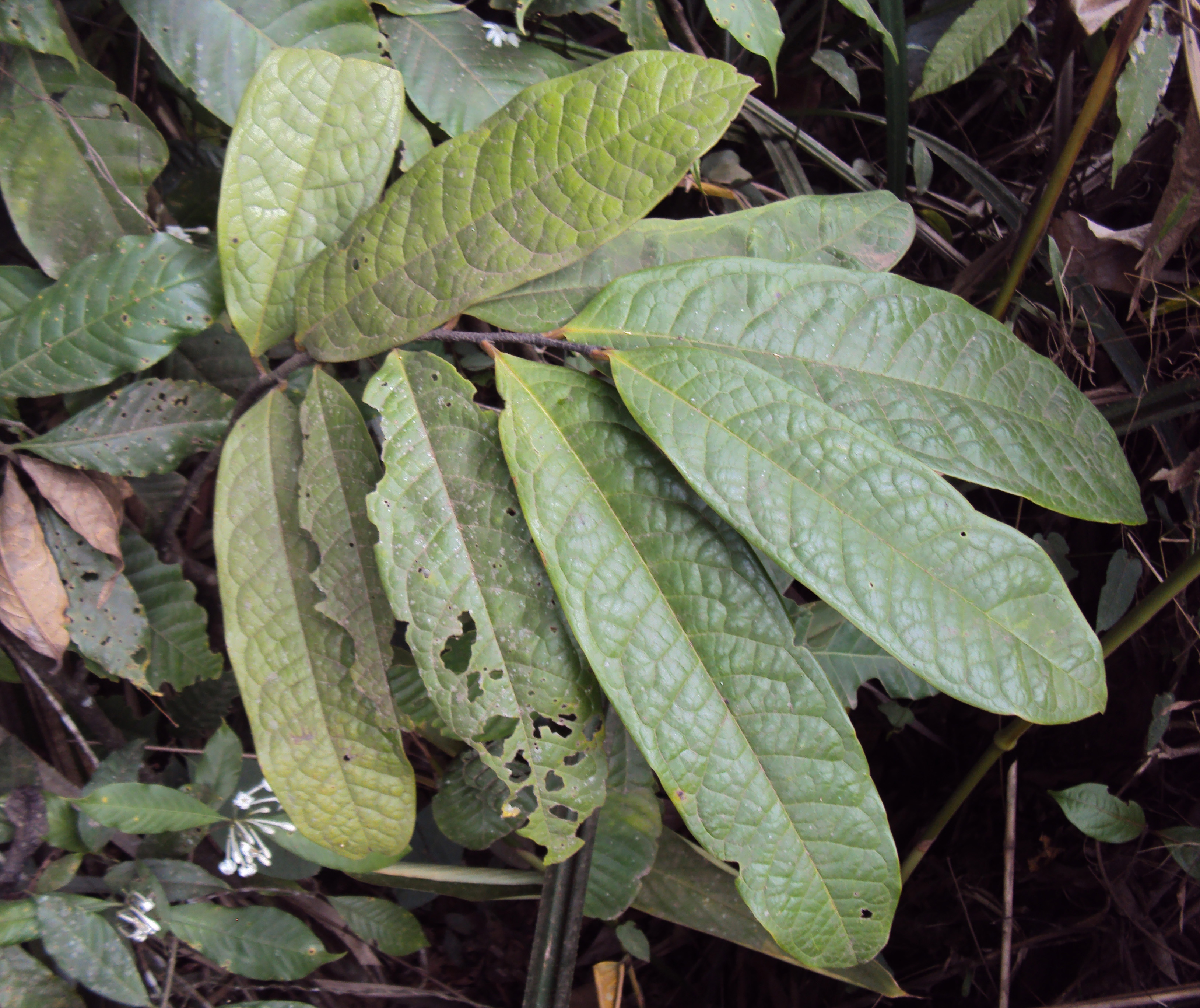
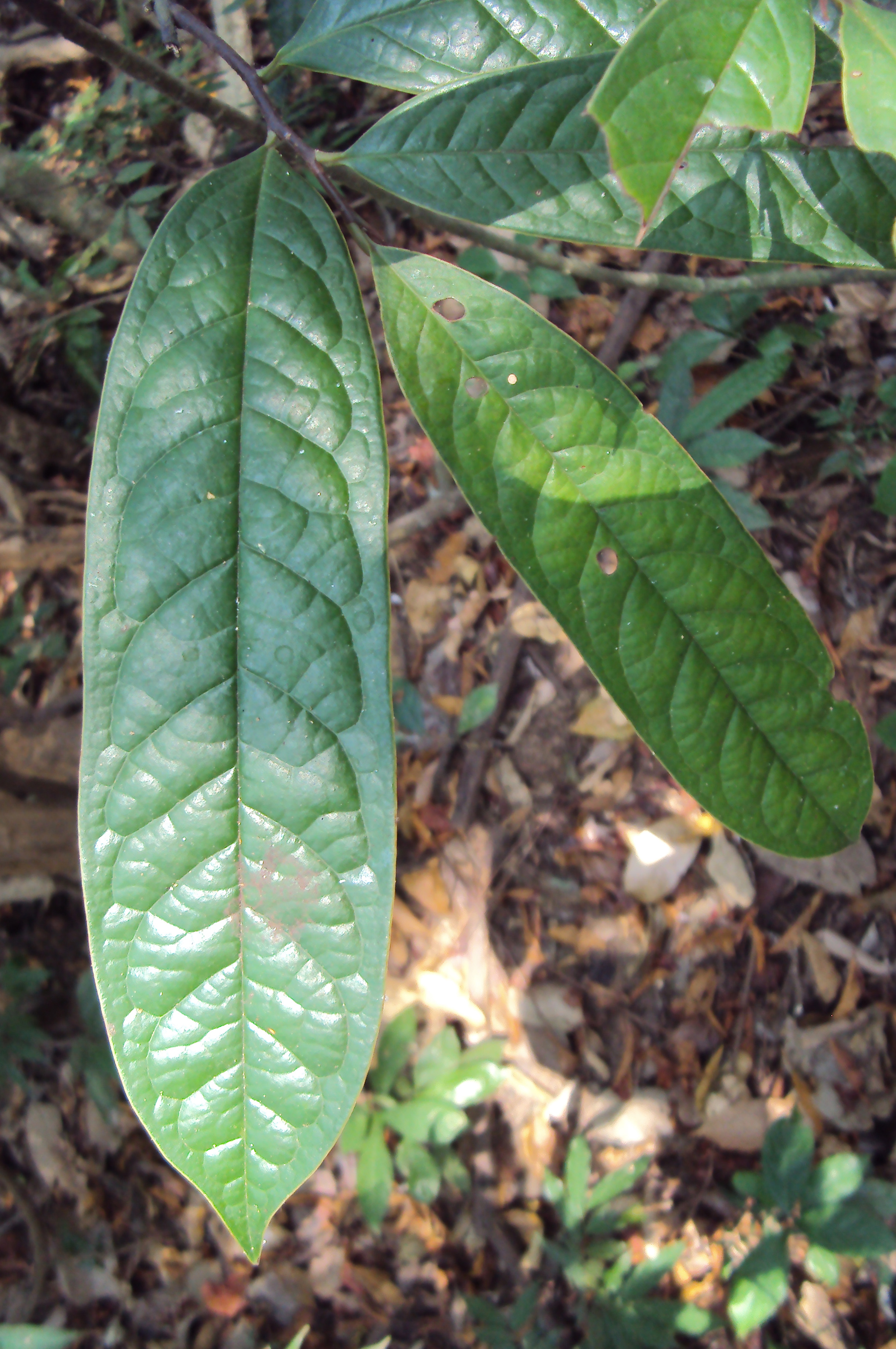
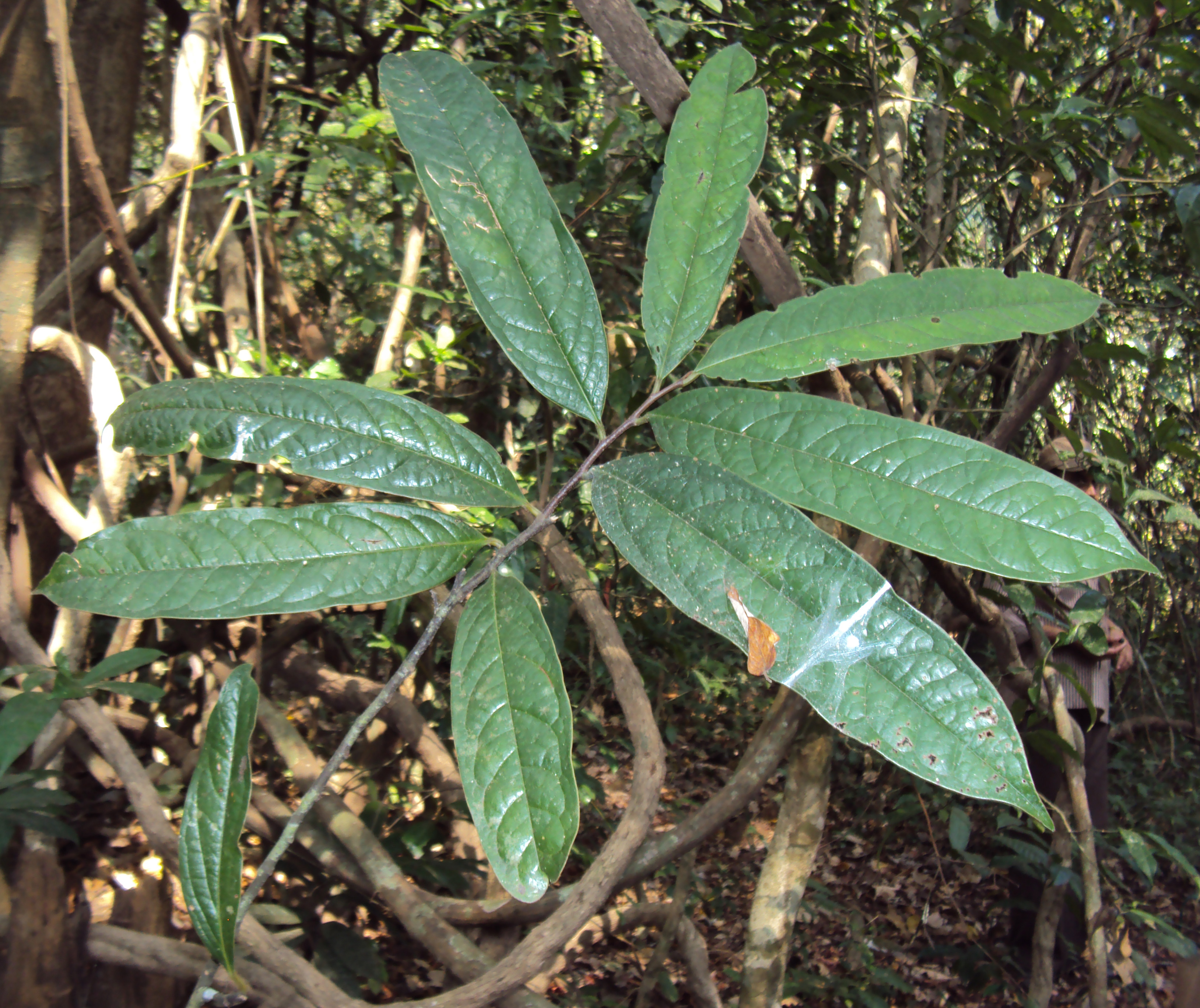
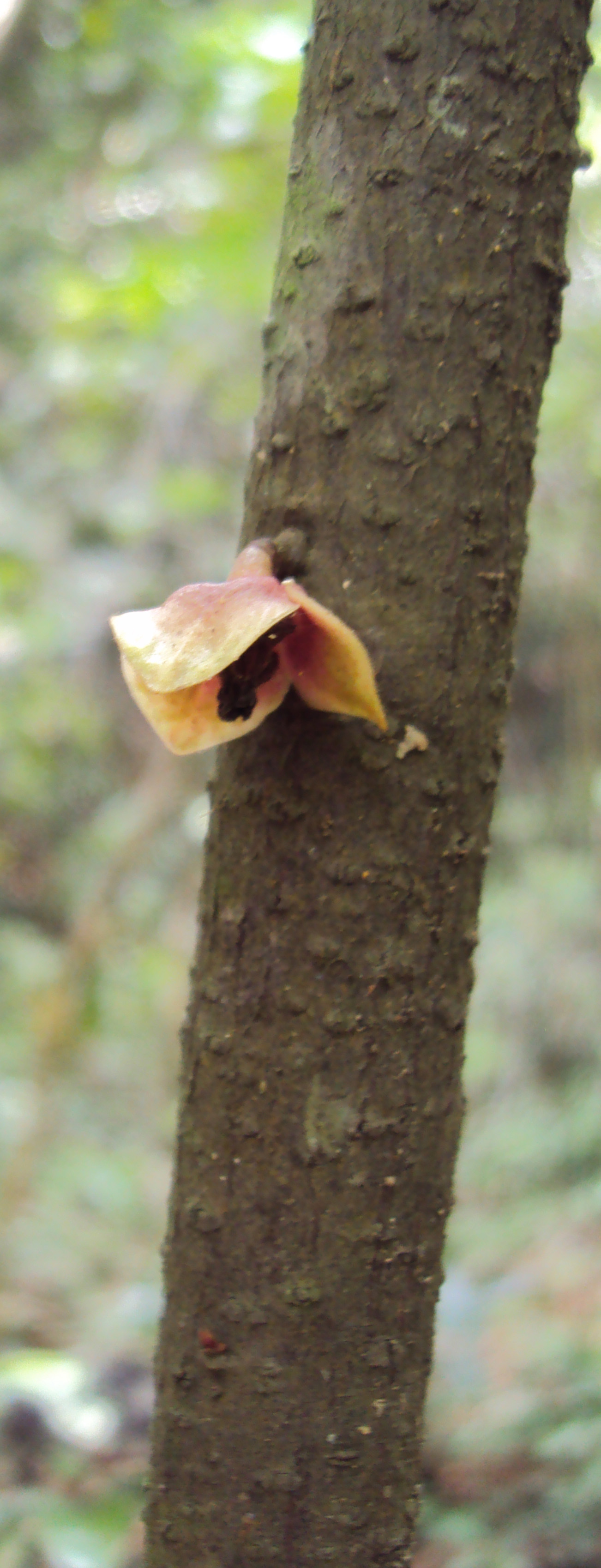